# Chharra Rafatpur
Chharra Rafatpur is een nagar panchayat (plaats) in het district Aligarh van de Indiase staat Uttar Pradesh. 

## Demografie
Volgens de Indiase volkstelling van 2001 wonen er 20.826 mensen in Chharra Rafatpur, waarvan 53% mannelijk en 47% vrouwelijk is. De plaats heeft een alfabetiseringsgraad van 52%. 